# 811

## Události
- 26. červenec – bulharský chán Krum rozdrtil byzantské vojsko v bitvě u Plisky. Císař Nikeforos I. v bitvě padl, do čela Byzantské říše nastupuje Staurakios
- 2. říjen – Michael I. Rangabe prohlášen byzantským císařem, Staurakios odchází do kláštera

## Narození
- Basileios I., byzantský císař

## Úmrtí
- 26. červenec – Nikeforos I., byzantský císař

## Hlavy států
- Papež – Lev III. (795–816)
- Anglie
  - Wessex – Egbert
  - Essex – Sigered (798–825)
  - Mercie – Coenwulf (796–821)
- Franská říše – Karel I. Veliký (768–814)
- První bulharská říše – Krum
- Byzantská říše – Nikeforos I. (802–811) » Staurakios (červenec–říjen) » Michael I. Rangabe (811–813)
- Svatá říše římská – Karel I. Veliký